# Engrácia Maria da Costa Ribeiro Pereira
Engrácia Maria da Costa Ribeiro Pereira, condessa da Piedade (Rio de Janeiro,  1792  — 15 de Fevereiro de 1863), foi uma aristocrata e fazendeira brasileira, esposa de José Clemente Pereira.

## Biografia
Era filha do tenente-coronel Manuel José da Costa e de Rita Maria do Carmo.
Casou, em primeiras núpcias, com o comendador Manuel José Ribeiro de Oliveira, rico capitalista da cidade do Rio de Janeiro. Com a morte deste, herdou várias propriedades urbanas no Rio de Janeiro e uma fortuna em títulos de créditos.
Casou, em segundas núpcias, com o  conselheiro e senador José Clemente Pereira, político com importante participação nos eventos que levaram à Independência do Brasil e fazendeiro de café.
Em 13 de março de 1854, apenas 3 dias depois da morte de José Clemente Pereira, foi agraciada com o título de Condessa da Piedade em lembrança e remuneração dos relevantes serviços prestados por seu falecido marido. O título faz referência ao fato deste ter sido provedor da Santa Casa de Misericórdia do Rio de Janeiro durante vários anos e criador do Hospício Pedro II.
Foi dona das fazendas das Cruzes e Santa Inácia em Vassouras, originalmente adquiridas por José Clemente Pereira.
Seus bens e os de José Clemente Pereira foram herdados por sua única filha, Maria Custódia Ribeiro, casada com o conselheiro Eusébio de Queirós. Seu neto, Eusébio de Queirós Mattoso Ribeiro, casou-se com a macaense Rachel Francisca de Castro Carneiro da Silva, filha do primeiro Visconde de Araruama, sendo bisavós do falecido publicitário, historiador, escritor e genealogista Gilberto de Queirós Mattoso, radicado em Quissamã (RJ).